# Terrington St John
Terrington St John är en ort och civil parish i Storbritannien.   Den ligger i grevskapet Norfolk och riksdelen England, i den sydöstra delen av landet, 140 km norr om huvudstaden London. Terrington St John ligger 2 meter över havet och antalet invånare är 1 740.
Terrängen runt Terrington St John är mycket platt. Runt Terrington St John är det ganska tätbefolkat, med 90 invånare per kvadratkilometer. Närmaste större samhälle är Wisbech, 8,8 km sydväst om Terrington St John. Trakten runt Terrington St John består till största delen av jordbruksmark.